# Marina Moschen
Marina Conceição Moschen, née le 15 octobre 1996 à Angra dos Reis, est une actrice brésilienne, et la protagoniste de la saison 2015 du feuilleton pour adolescents Malhação: Seu Lugar no Mundo, sur TV Globo.

## Biographie
Moschen est né le 15 octobre 1996 à Angra dos Reis, dans le sud de l'état de Rio de Janeiro. Elle a étudié le ballet et le piano, en plus de tenir un atelier de mannequinat dans sa ville, enseigné par l'homme d'affaires Sérgio Mattos (pt), propriétaire de l'agence 40 degrés.
En 2013, âgée de 17 ans, elle s'installe dans la capitale et décide de s'inscrire à un cours de théâtre encouragé par Sérgio Mattos (pt). Elle a suivi une formation professionnelle en télévision et cinéma. Ses débuts à la télévision ont eu lieu en 2015, lors d'une participation au feuilleton Record Os Dez Mandamentos.
Elle n'a pas tardé à obtenir le rôle de protagoniste dans le feuilleton Malhação: Seu Lugar No Mundo, après avoir effectué quelques tests. Afin de se consacrer au travail, elle a décidé d'abandonner la Faculté des arts de la scène au début.
L'actrice est en couple avec l'homme d'affaires Daniel Nigri, propriétaire d'une école de théâtre, depuis avril 2013.

## Filmographie

### Télévision
- 2013: Adorável Psicose (pt)
- 2015: Os Dez Mandamentos
- 2015–16: Malhação: Seu Lugar No Mundo
- 2015: Malhação: Eu Só Quero Amar (pt)
- 2016: Rock Story
- 2018: Deus Salve o Rei
- 2019: Verão 90 (pt)
- 2022: No Mundo da Luna (pt)

### Cinéma
- 2020: A Última Festa